# エリコンKD 35 mm 機関砲

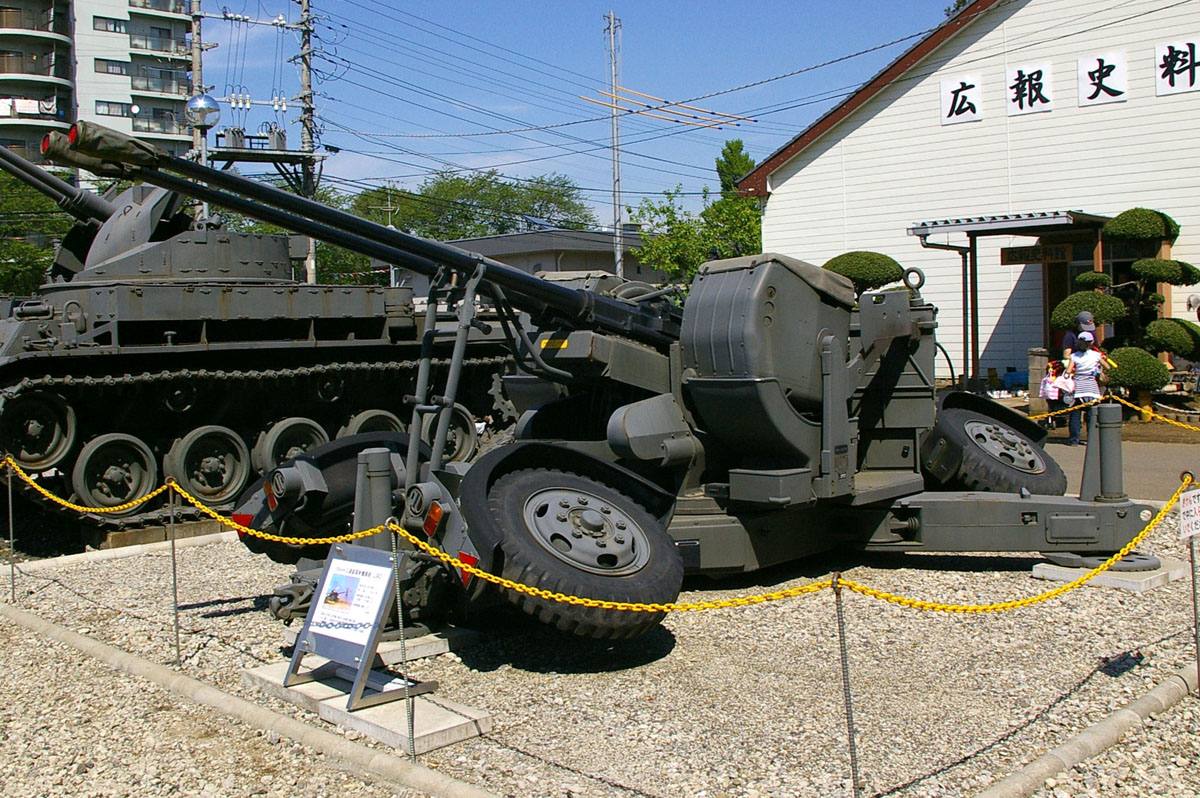
35mm2連装高射機関砲 L-90
（GDF-001、陸上自衛隊が運用していたもの）

エリコンKD 35 mm 機関砲（エリコンKD 35ミリきかんほう、英語: Oerlikon KD series 35mm cannon）は、エリコン社（現在のラインメタル社）が開発した35mm口径の機関砲。

## 来歴
エリコン社は、1950年代前半に行った研究で、35mm口径が対空砲として最適であるという結論を得ていた。これを受けて、50年代後半より35mm連装高射機関砲の開発が本格化し、水冷式の352-Mkを経て、1959年にはプロトタイプとしての353-Mkが1-ZLA/353MKマウントとともに発表された。
そしてこれに小改良を加えた2-ZLA/353MKがGDF-001として製品化され、1960年代初頭より陸上自衛隊に導入された。

## 設計
GDF-001で用いられたKDAは、先行する20mm口径の204-GK（後のKAA）の口径を拡大する形で開発されており、自動機構も同様にガス圧作動方式を用いている。
送弾機構は、KDAでは2方向、KDBでは1方向から装填するベルト式だったのに対して、KDCでは5発入り挿弾子を用いる方式となった。またKDEでは、自動的な送弾機構と弾倉とを選択できるようになっている。発射速度は550発/分が基本だが、車載用のKDEでは200発/分に落とされた。
これらの機関砲は、閉鎖機には従来どおり遊底を使用していたが、1991年からはリヴォルヴァーカノンの開発も開始され、1994年9月に公表され、1995年初頭に最初の試射が行われた。シリンダは4つの薬室を有し、ガス圧により作動して、1,000発/分の発射速度を発揮できる。35/1000と称されており、製品名としてはKDGと命名された。

### 諸元・性能
|                     | KDA                     | KDB                     | KDC                     | KDE                     | KDF                     | KDG                               |
| ------------------- | ----------------------- | ----------------------- | ----------------------- | ----------------------- | ----------------------- | --------------------------------- |
| 口径                | 35×228mm                | 35×228mm                | 35×228mm                | 35×228mm                | 35×228mm                | 35×228mm                          |
| 砲身長              | 90口径長                | 90口径長                | 90口径長                | 90口径長                | 90口径長                | 80口径長                          |
| 全長（mm）          | 4,740                   | 5,206                   | 5,206                   | 4,273                   | 4,740                   | 4,110                             |
| 全幅（mm）          | 356                     | 280                     | 280                     | 424                     | 256                     | 344                               |
| 全高（mm）          | 653                     | 479                     | 479                     | n/a                     | 464                     | 322                               |
| 重量（kg）          | 695                     | 435                     | 435                     | 510                     | 470/495                 | 450                               |
| 作動方式            | ガス圧作動方式          | ガス圧作動方式          | ガス圧作動方式          | ガス圧作動方式          | ガス圧作動方式          | ガス圧作動 リヴォルヴァーカノン式 |
| 発射速度（rds/min） | 550                     | 550                     | 550                     | 200                     | 550                     | 1,000                             |
| 後座長（mm）        | 55                      | 60                      | 60                      | 170                     | 55                      | 20                                |
| 反動（kN）          | 26.5                    | 15                      | 15                      | 12                      | 25                      | 15                                |
| 砲口初速（m/s）     | 1,175                   | 1,175                   | 1,175                   | 1,175                   | 1,175                   | 1,180                             |
| 砲口初速（m/s）     | 1,385                   | 1,385                   | 1,385                   | 1,385                   | 1,385                   | 1,440                             |
| 対空有効射程        | 5,000メートル (2.7 nmi) | 5,000メートル (2.7 nmi) | 5,000メートル (2.7 nmi) | 5,000メートル (2.7 nmi) | 5,000メートル (2.7 nmi) | 5,000メートル (2.7 nmi)           |
| 対地有効射程        | 8,000メートル (4.3 nmi) | 8,000メートル (4.3 nmi) | 8,000メートル (4.3 nmi) | 8,000メートル (4.3 nmi) | 8,000メートル (4.3 nmi) | 8,000メートル (4.3 nmi)           |

## 実装

### 牽引型
上記の通り、2-ZLA/353MKをもとにした最初の製品版がGDF-001である。これはKDAを連装砲架に配した牽引式対空機関砲で、1980年には、照準器をフェランティ社のものに変更するとともにデジタルデータバスを備えた小改正型としてGDF-002が登場し、のちに自己潤滑性材料の採用などの改良を施したGDF-003にマイナーチェンジされた。
1985年5月には、全面的な改良版であるGDF-005が発表された。これは、照準器を3次元コンピュータ制御のガンキングに変更し、レーザー測距儀や砲口初速、気象データなどを元に見越し角を自動算出できるようになった。また自動装填装置の採用によって省力化を図るとともに、即応弾も280発に増加したが、これは10回のバースト射撃分に相当する。砲としてはKDCが用いられる。
その後、新開発の調整破片型ABM弾であるAHEAD弾が実用化されると、既存のGDFシリーズにもこれがバックフィットされ、AHEAD弾の運用に対応したものには新しいモデルナンバーが付与されており、GDF-001/002/003はGDF-006、GDF-005はGDF-007と称されている。またKDGを単装の砲塔に配したGDF-020では、当初よりAHEAD弾の運用に対応している。
これらの牽引式対空機関砲と組み合わされる射撃統制システム（FCS）として、当初はスーパーフレーダーマウスが用いられていたが、後にスカイガードに変更された。デジタルデータバスを備えたGDF-002以降であれば、スカイガード・システムと連接することができる。また後継として、Counter-RAM能力を備えたスカイシールドが開発されており、ドイツ連邦軍のMANTISなど典型的な例においてはGDF-020と組み合わされているものの、例えば南アフリカでは、既存のGDF-002/005と組み合わせて導入している。

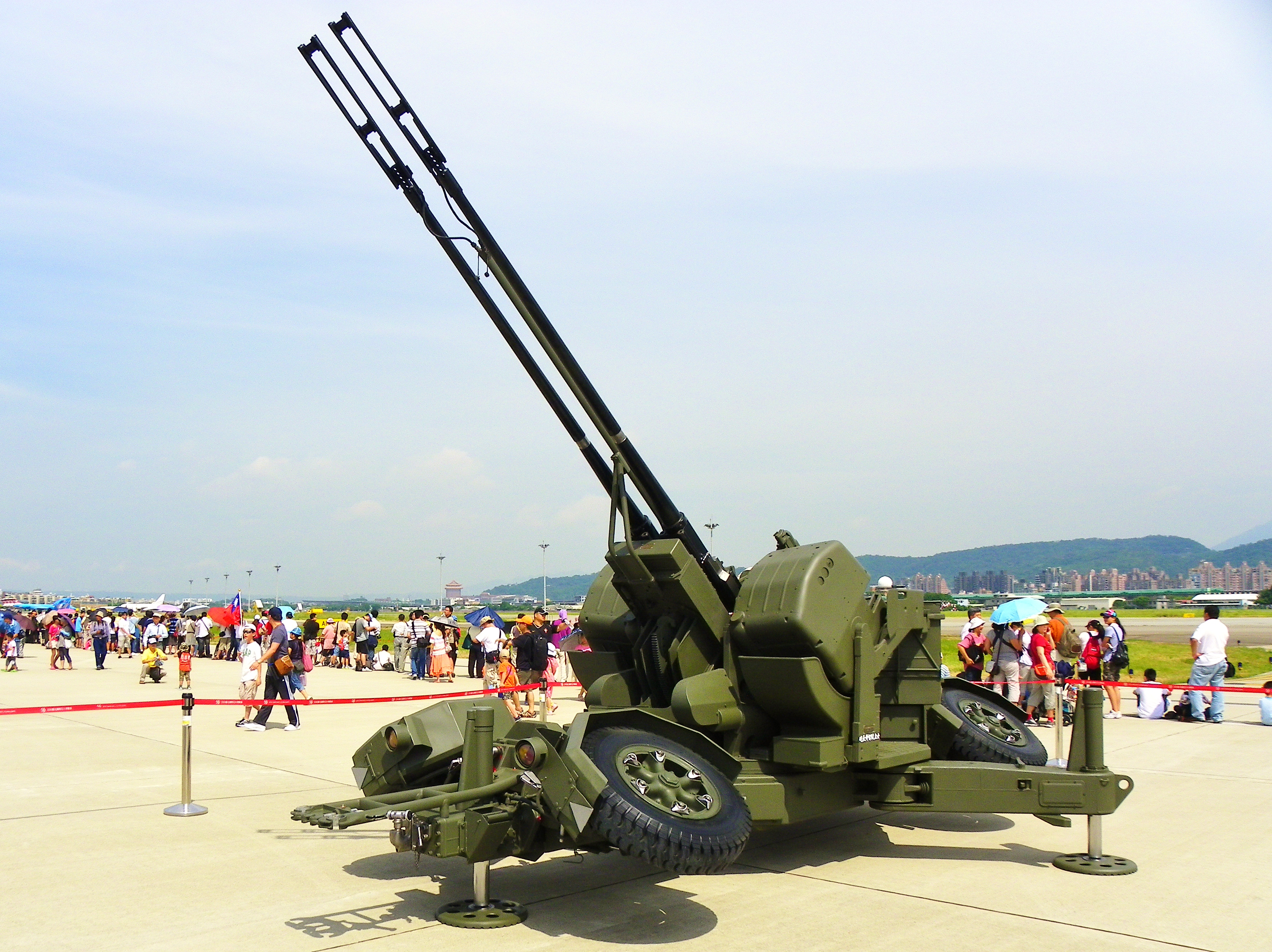
GDF-003（中華民国空軍）
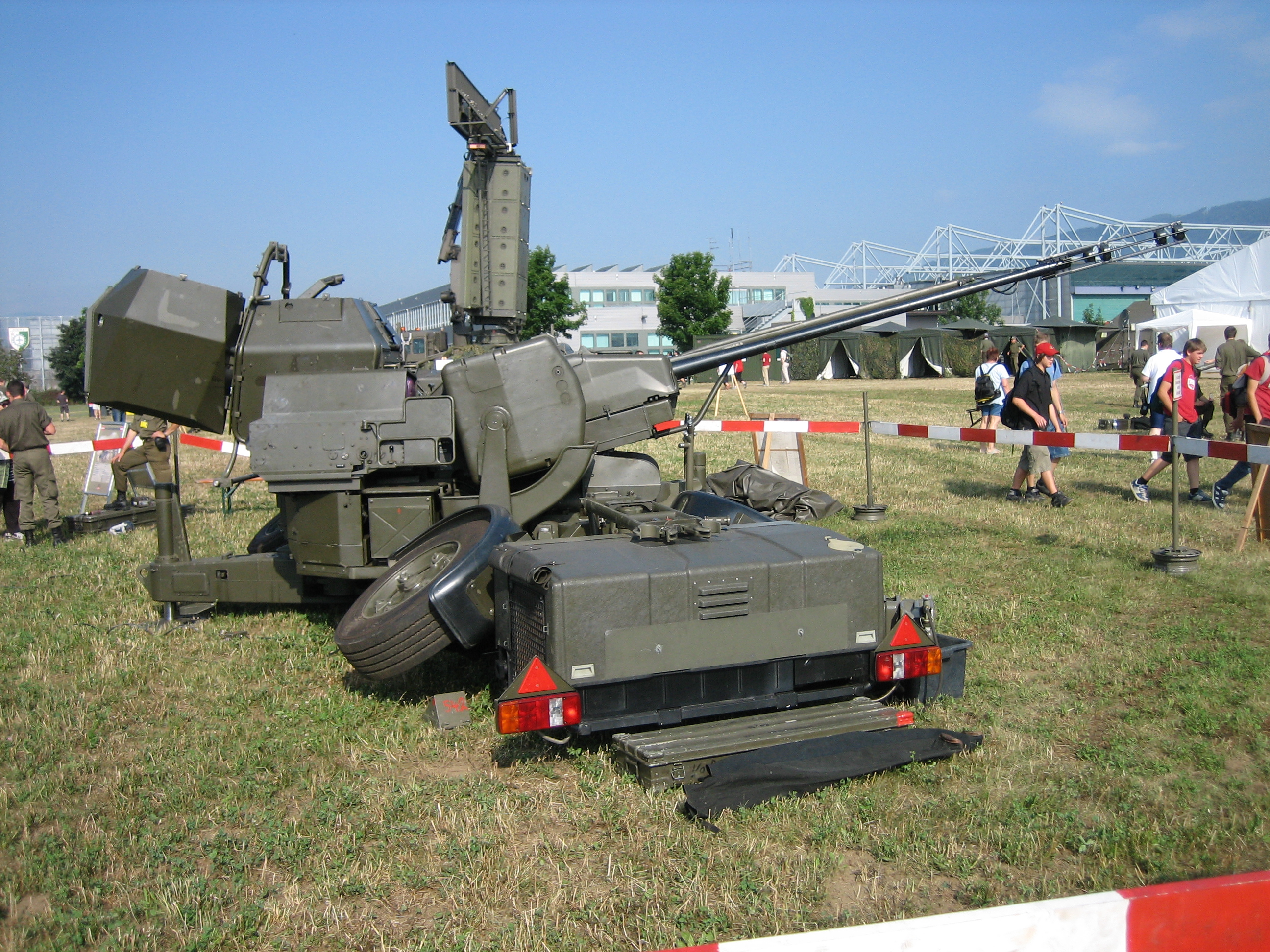
GDF-005（オーストリア空軍）
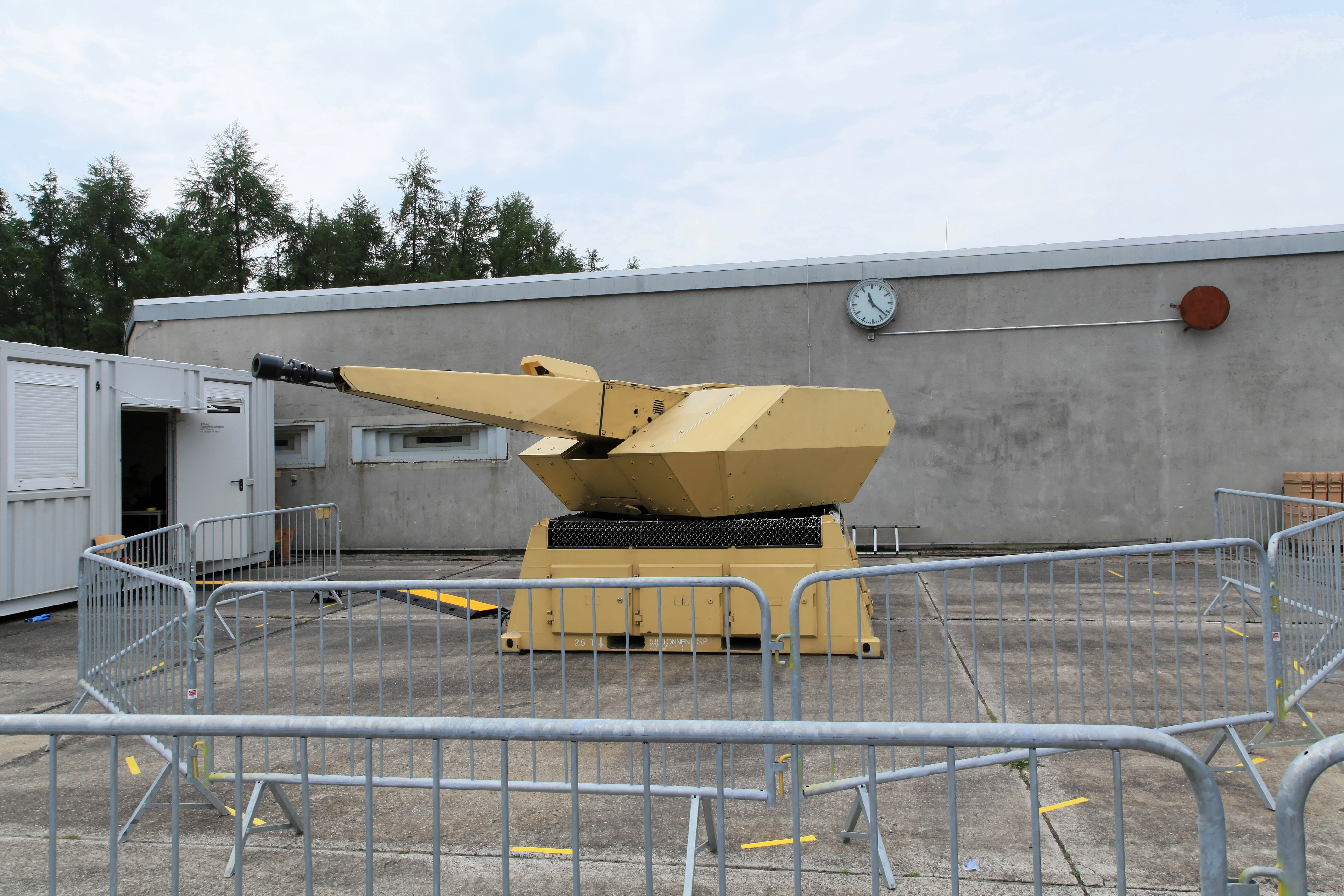
GDF-020（ドイツ連邦軍）
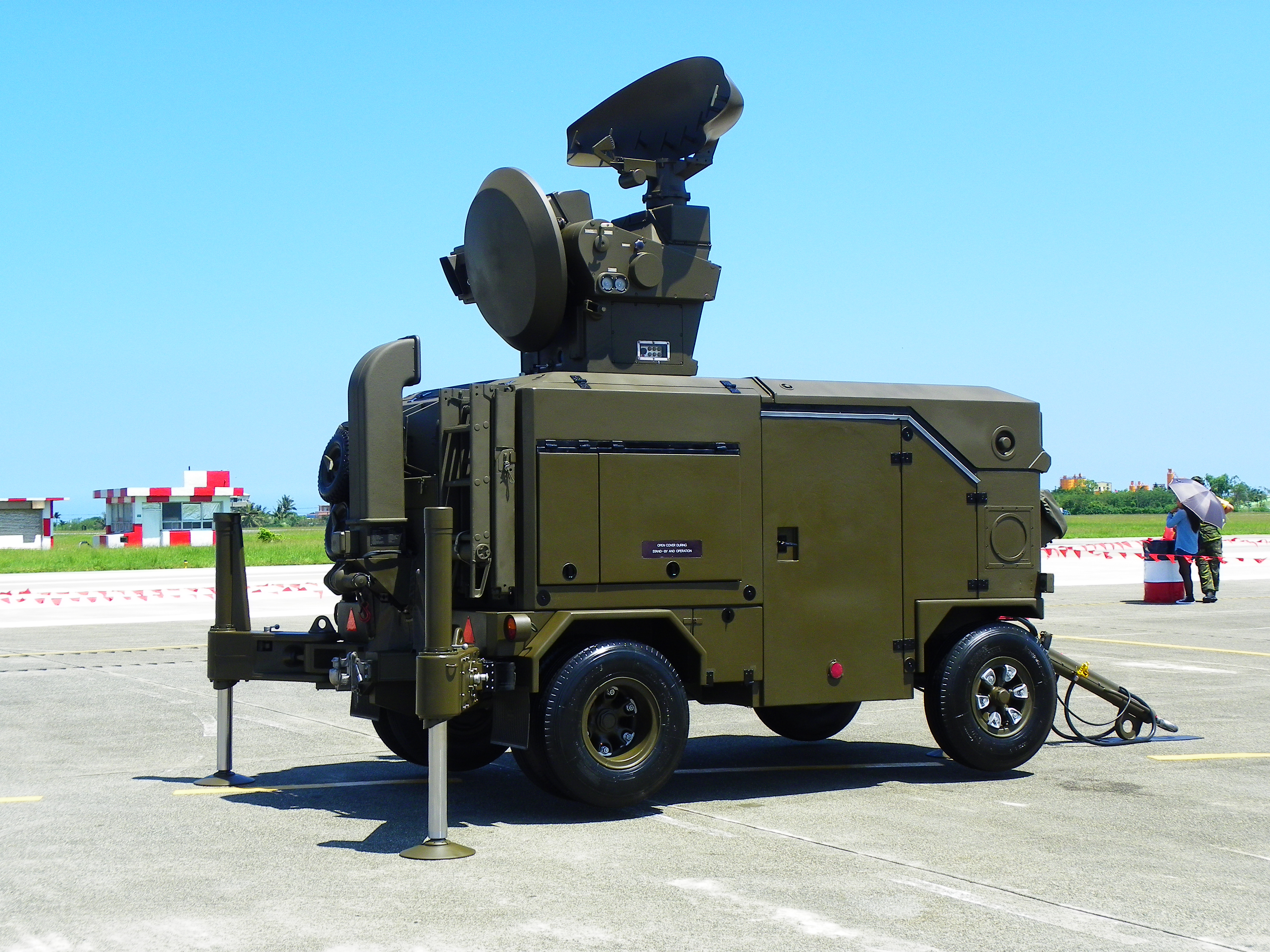
スカイガード・システムのFCS車両

### 車載型
本砲が装甲戦闘車両に搭載される場合、もっとも一般的な利用は自走式対空砲としてのものである。ただし、日本では、KDEを歩兵戦闘車の主砲としても採用した。

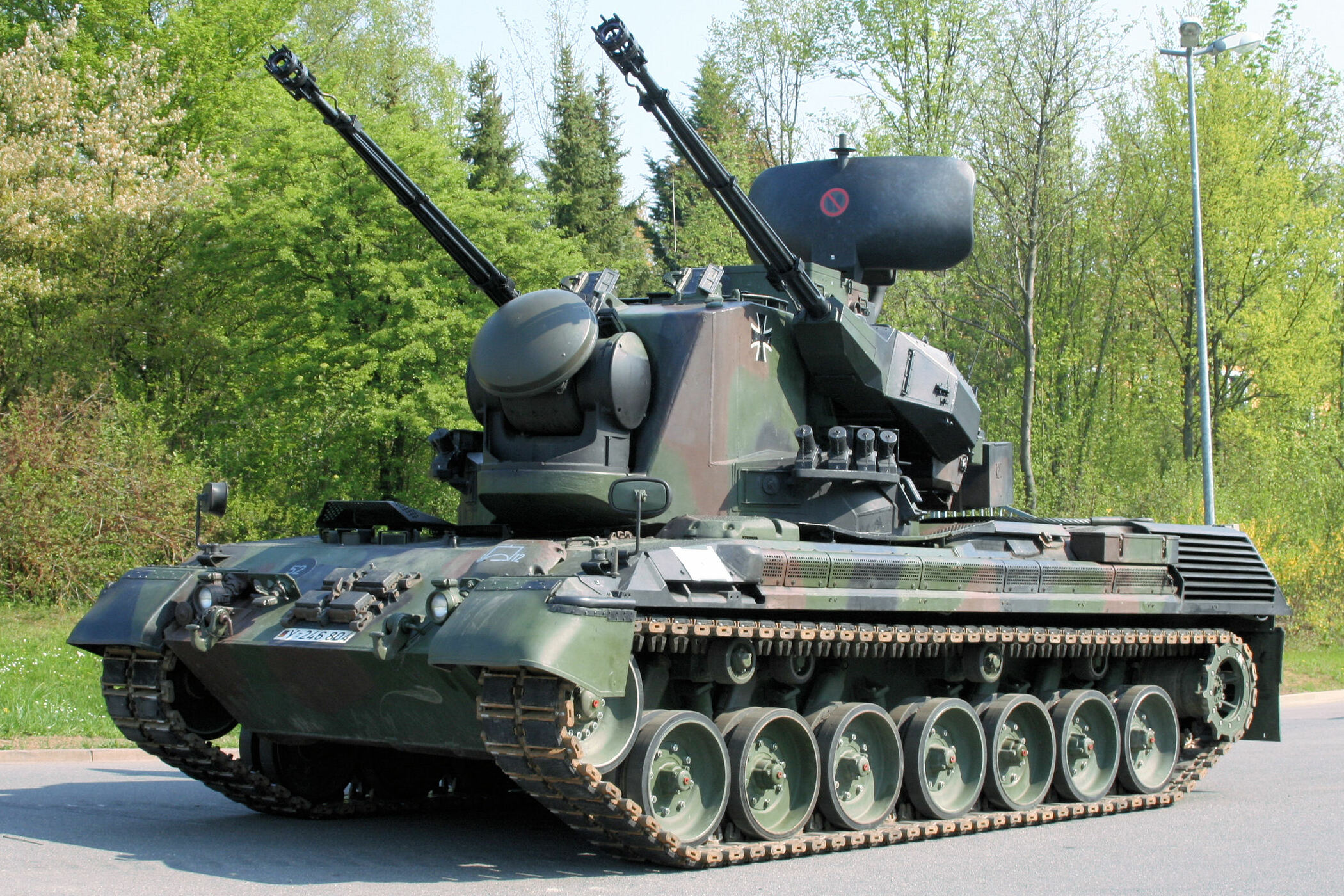
ゲパルト自走対空砲

#### 採用国と搭載車両
- 日本
  - 87式自走高射機関砲（KDA）
  - 89式装甲戦闘車（KDE）
- ドイツ
  - ゲパルト自走対空砲（KDA）
- イギリス
  - チーフテン マークスマン（KDA）
- フィンランド
  - ITPSV 90 Marksman（KDA）
- ポーランド
  - PLA ロアラ（KDA）

### 艦載型

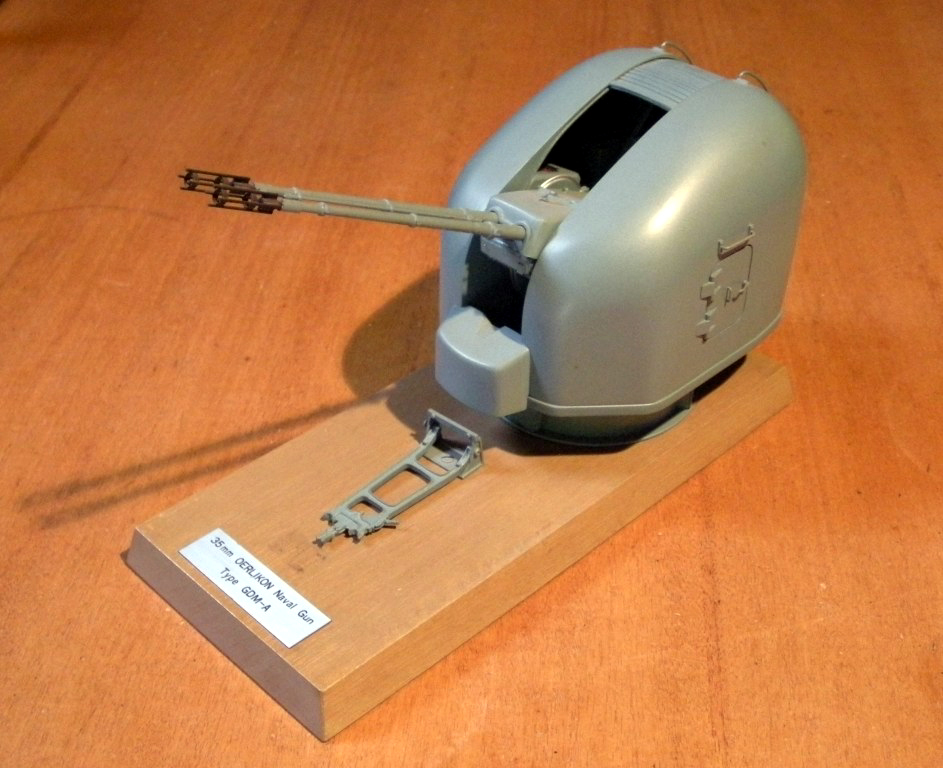
GDM-Aの模型

アメリカ海軍は352-Mkの連装砲塔の試験を行っており、ペガサス級ミサイル艇やオリバー・ハザード・ペリー級ミサイルフリゲートでは90口径35mm機銃の搭載も検討されたものの、大型艦と交戦した場合の貫通力も考慮して、結局、62口径76mm単装速射砲（Mk.75 3インチ砲）が搭載された。なおこの際、エマソン・エレクトリック社では、エリコンKCB 30 mm 機関砲用に開発して海軍が仮制式化していたEX-74をベースとした連装マウントである88MXを提案していた。
1960年代中盤より、エリコン社のプライベート・ベンチャーとして、KDCを連装に配した艦載用砲架が開発された。これはGDM-Aとして製品化され、1971年3月にイラン帝国海軍のサーム級フリゲート「ザール」に搭載されて装備化された。またこれと並行して、イタリアのブレーダ・メッカニカ・ブレシャーナ社はKDAを連装に配した艦載用砲架を開発しており、こちらはGDM-Cとしてリビア海軍の「ダット・アサワリ」に搭載された。
1970年代中盤には、日本製鋼所（JSW）もGDF-001のライセンス生産経験を生かして艦載用の単装マウントを開発しており、海上保安庁において、しれとこ型巡視船の昭和53年度補正計画建造船を端緒として、巡視船の備砲として採用された。また「しきしま」では連装型が搭載されたが、これは87式自走高射機関砲の砲塔をベースに、レーダーを省くなどして開発されたものとも言われている。また海上自衛隊でも、個艦防空力強化の一環として、第4次防衛力整備計画で建造予定だった3,600トン型護衛艦（50DDA）や1,500トン型護衛艦（49DE）で本砲の搭載を予定していたが、第一次オイルショックに伴って防衛予算が削減され、どちらも実現しなかった。
その後、KDGが実用化されると、上記のGDF-020を元にした艦載マウントとしてGDM-008が開発された。これはミレニアムとも称され、AHEAD弾を使用することでCIWSとしての役割も果たすことができるとされている。2005年にはアメリカ海軍で試験が行われたものの、今回も正式採用には至らなかった。

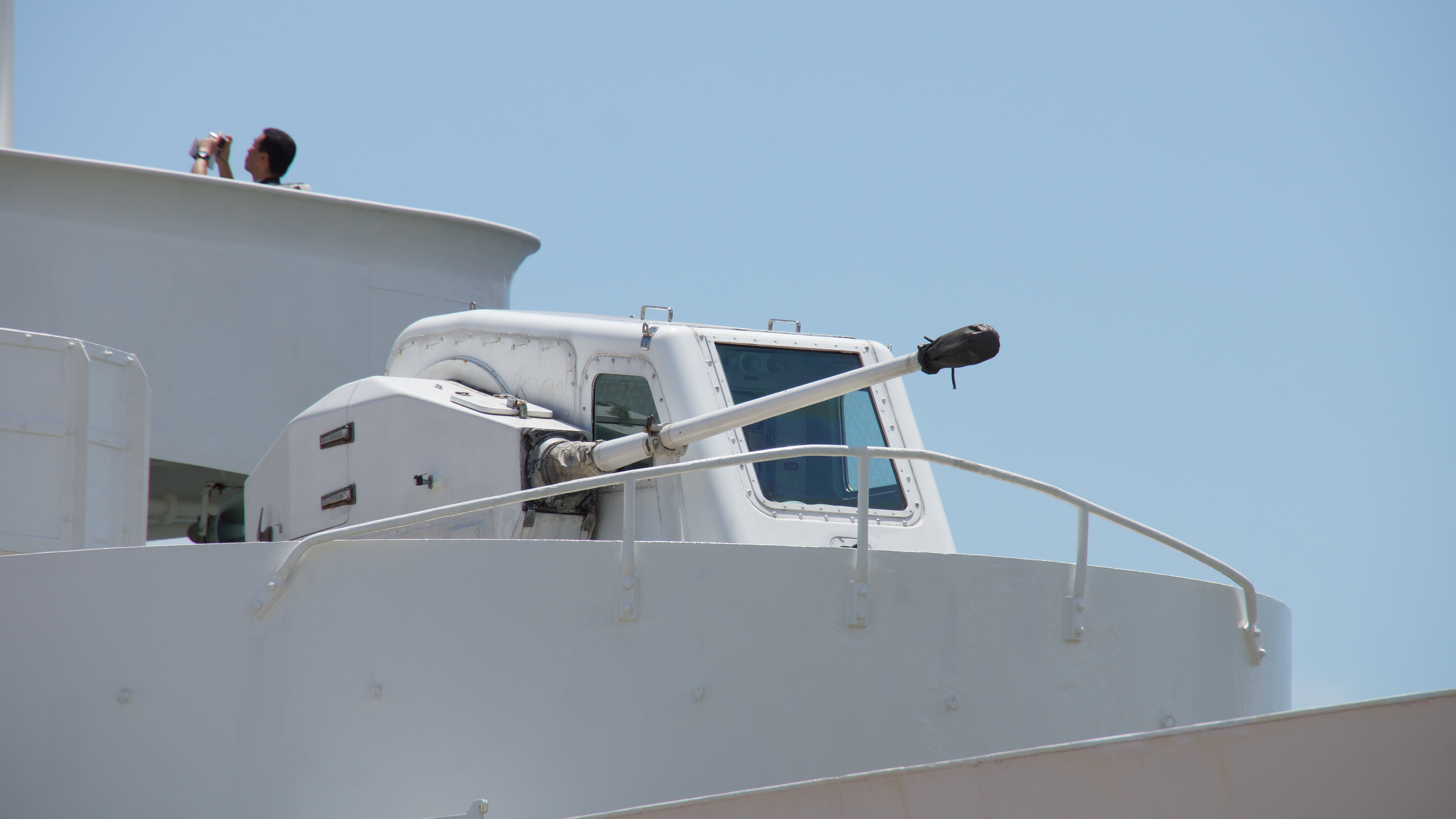
「せっつ」搭載の単装マウント、右前下方からの写真
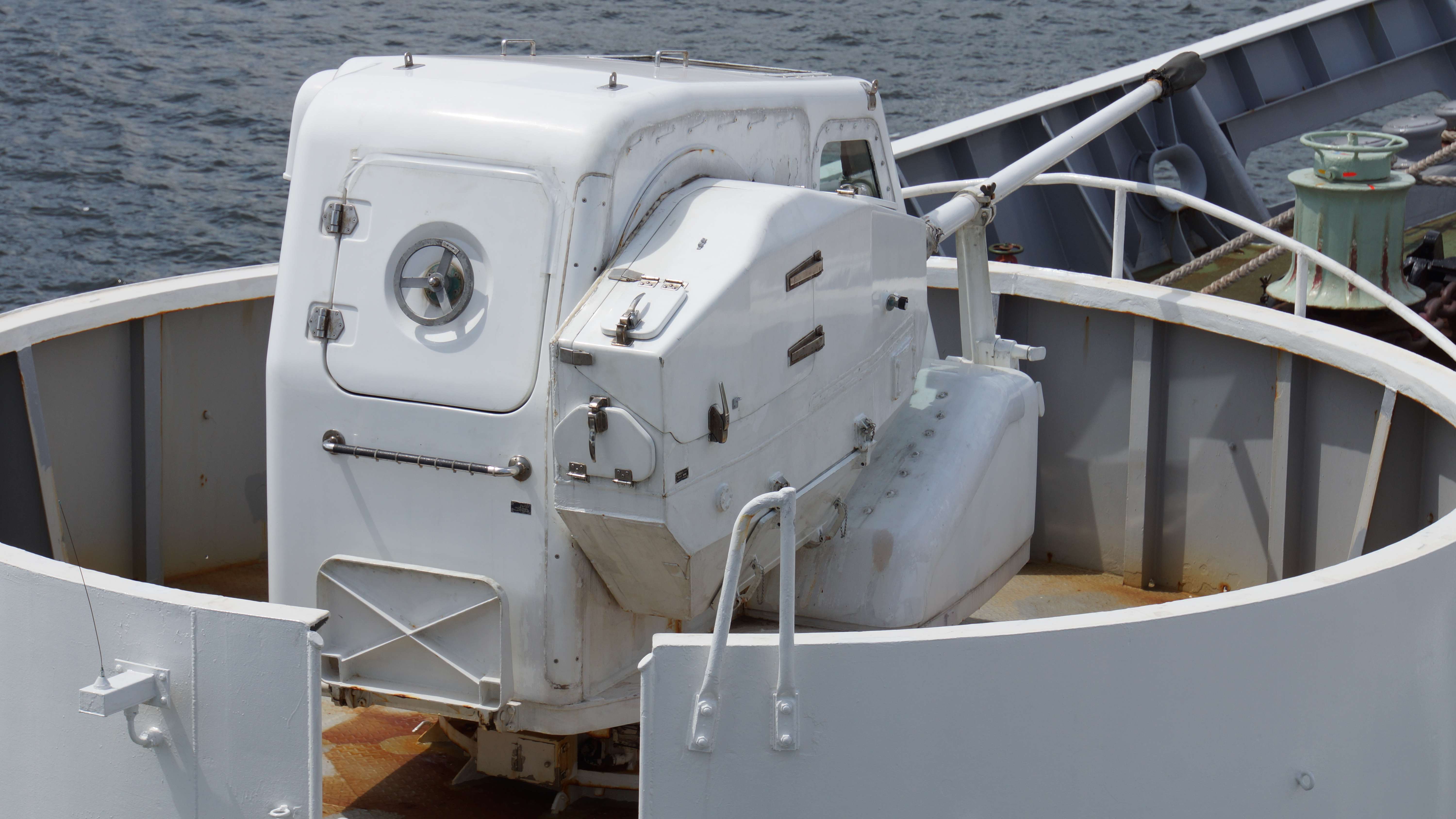
「せっつ」搭載の単装マウント、右後上方からの写真
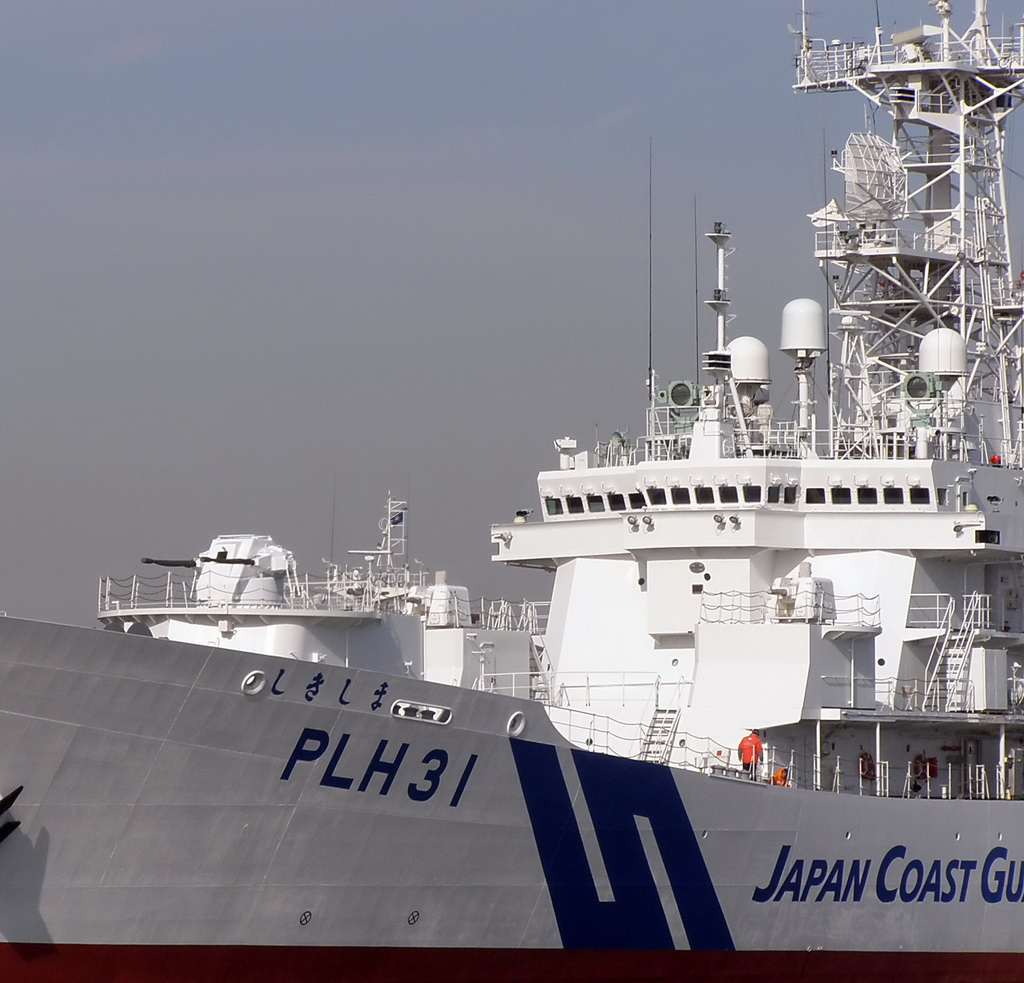
「しきしま」搭載の連装マウント
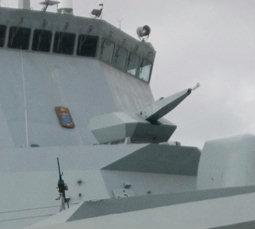
「アブサロン」搭載のGDM-008

#### 採用国と搭載艦艇
- 海上保安庁
  - PLH
    - つがる型巡視船（1・2番船は後日装備）
    - みずほ型巡視船
    - しきしま

  - PL
    - しれとこ型巡視船（後期建造船）
    - おじか型巡視船（2番船以降）
    - こじま
- イラン海軍
  - サーム級フリゲート
- インドネシア海軍
  - マルタディナタ級コルベット
- ギリシャ海軍
  - キュモトイ級ミサイル艇
- デンマーク海軍
  - アブサロン級多目的支援艦
  - イーヴァル・ヒュイトフェルト級フリゲート
- ベネズエラ海軍
  - グアイカマクト級哨戒艦（英語版）
  - グアイケリ級哨戒艦（英語版）
- リビア海軍
  - フリゲート「ダット・アサワリ」
  - ワディ・ムラク級コルベット